# Torenia mannii
Torenia mannii är en tvåhjärtbladig växtart som beskrevs av Sidney Alfred Skan. Torenia mannii ingår i släktet Torenia och familjen Linderniaceae. Inga underarter finns listade i Catalogue of Life.